# Yucca baileyi
Yucca baileyi är en sparrisväxtart som beskrevs av Elmer Ottis Wooton och Paul Carpenter Standley. Yucca baileyi ingår i släktet palmliljor, och familjen sparrisväxter. Inga underarter finns listade i Catalogue of Life.

## Bildgalleri

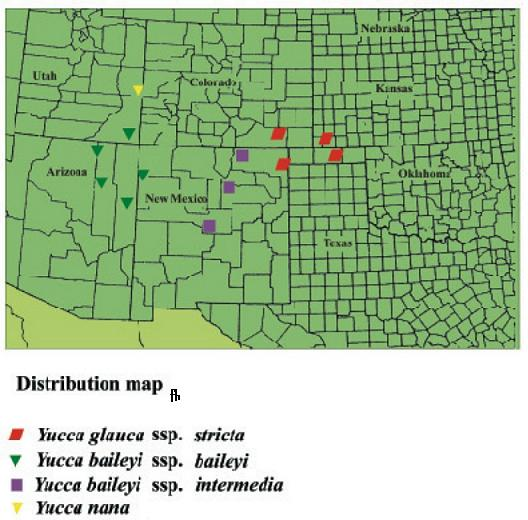